# نیدن
نیدن (به آلمانی: Nieden) یک شهر در آلمان است که در فرپومرن-گرایفسوالد واقع شده‌است. نیدن ۱۶۷ نفر جمعیت دارد.